# 莫什納鄉 (錫比烏縣)

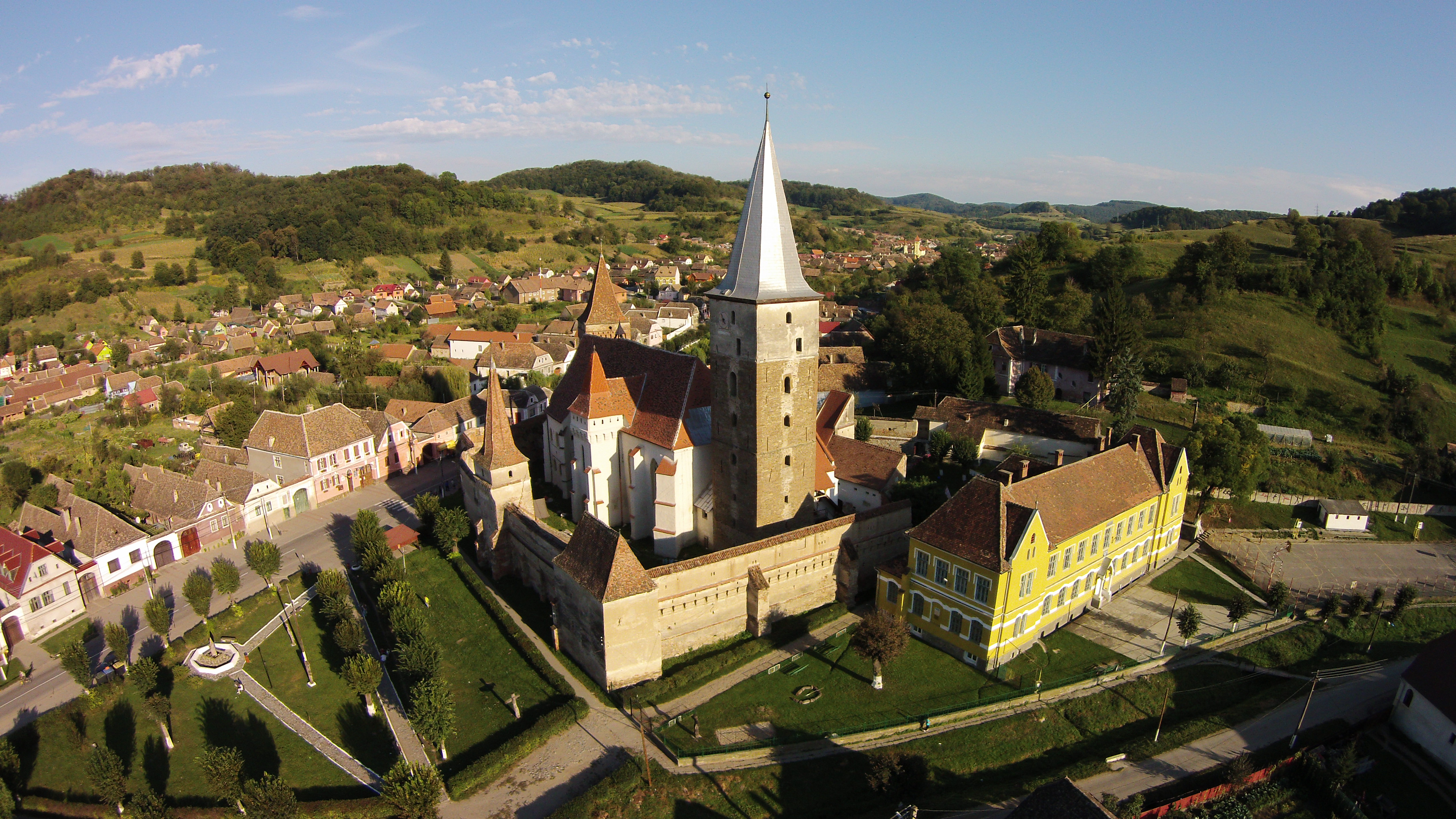

46°05′26″N 24°23′58″E / 46.0906°N 24.3994°E
莫什納鄉（羅馬尼亞語：Comuna Moșna, Sibiu），是羅馬尼亞的鄉份，位於該國中部，由錫比烏縣負責管轄，面積59平方公里，海拔高度461米，2007年人口3,419，人口密度每平方公里58人。